# Keratella canadensis
Keratella canadensis är en hjuldjursart som beskrevs av Berzinš 1954. Keratella canadensis ingår i släktet Keratella och familjen Brachionidae. Inga underarter finns listade i Catalogue of Life.